# Eric Brandon
Eric Brandon (* 18. Juli 1920 in East Ham; † 8. August 1982 in Gosport) war ein englischer Autorennfahrer.

## Karriere
Eric Brandon war ein Jugendfreund des Cooper-Gründers John Cooper. Wenig verwunderlich fuhr Brandon seine ersten Rennen mit den kleinen und wenigen 500-cm³-Formel-3-Cooper. 1951 gehörte Brandon zu den besten Fahrern dieser Klasse in Großbritannien. 1951 gewann er als Erster die britische Formel-3-Meisterschaft.
Als Alan Brown 1952 begann seine Ecurie Richmond aufzubauen, um an der Weltmeisterschaft 1952 teilzunehmen, holte er Brandon in sein Team. Die Weltmeisterschaft wurde nach dem Reglement der Formel 2 gefahren und die Ecurie Richmond setzte Cooper-Rennwagen mit Bristol-Motoren ein. Sein Debüt in der Weltmeisterschaft gab Brandon 1952 beim Großen Preis der Schweiz. Der achte Platz bei diesem Rennen blieb die beste Platzierung, die er in der Weltmeisterschaft bei fünf Starts erreichte. 1953 wurde er Vierter beim Gran Premio di Siracusa, dann wechselte er zu den Sportwagen und war bei nationalen Rennen noch bis Ende der 1950er Jahre am Start.

## Statistik

### Statistik in der Automobil-Weltmeisterschaft

#### Gesamtübersicht
| Saison | Team            | Chassis    | Motor          | Rennen | Siege | Zweiter | Dritter | Poles | schn. Rennrunden | Punkte | WM-Pos. |
| ------ | --------------- | ---------- | -------------- | ------ | ----- | ------- | ------- | ----- | ---------------- | ------ | ------- |
| 1952   | Ecurie Richmond | Cooper T20 | Bristol 2.0 L6 | 4      | −     | −       | −       | −     | −                | −      | NC      |
| 1954   | Ecurie Richmond | Cooper T23 | Bristol 2.0 L6 | 1      | −     | −       | −       | −     | −                | −      | NC      |
| Gesamt | Gesamt          | Gesamt     | Gesamt         | 5      | −     | −       | −       | −     | −                | −      |         |

#### Einzelergebnisse
| Saison | 1 | 2 | 3 | 4   | 5 | 6 | 7  | 8 | 9 |
| ------ | - | - | - | --- | - | - | -- | - | - |
| 1952   |   |   |   |     |   |   |    |   |   |
| 8      |   | 9 |   | 20  |   |   | 13 |   |   |
| 1954   |   |   |   |     |   |   |    |   |   |
|        |   |   |   | DNF |   |   |    |   |   |

| Legende  | Legende            | Legende                                                          |
| Farbe    | Abkürzung          | Bedeutung                                                        |
| -------- | ------------------ | ---------------------------------------------------------------- |
| Gold     | –                  | Sieg                                                             |
| Silber   | –                  | 2. Platz                                                         |
| Bronze   | –                  | 3. Platz                                                         |
| Grün     | –                  | Platzierung in den Punkten                                       |
| Blau     | –                  | Klassifiziert außerhalb der Punkteränge                          |
| Violett  | DNF                | Rennen nicht beendet (did not finish)                            |
| Violett  | NC                 | nicht klassifiziert (not classified)                             |
| Rot      | DNQ                | nicht qualifiziert (did not qualify)                             |
| Rot      | DNPQ               | in Vorqualifikation gescheitert (did not pre-qualify)            |
| Schwarz  | DSQ                | disqualifiziert (disqualified)                                   |
| Weiß     | DNS                | nicht am Start (did not start)                                   |
| Weiß     | WD                 | zurückgezogen (withdrawn)                                        |
| Hellblau | PO                 | nur am Training teilgenommen (practiced only)                    |
| Hellblau | TD                 | Freitags-Testfahrer (test driver)                                |
| ohne     | DNP                | nicht am Training teilgenommen (did not practice)                |
| ohne     | INJ                | verletzt oder krank (injured)                                    |
| ohne     | EX                 | ausgeschlossen (excluded)                                        |
| ohne     | DNA                | nicht erschienen (did not arrive)                                |
| ohne     | C                  | Rennen abgesagt (cancelled)                                      |
| ohne     | keine WM-Teilnahme |                                                                  |
| sonstige | P/fett             | Pole-Position                                                    |
| sonstige | 1/2/3/4/5/6/7/8    | Punktplatzierung im Sprint-/Qualifikationsrennen                 |
| sonstige | SR/kursiv          | Schnellste Rennrunde                                             |
| sonstige | *                  | nicht im Ziel, aufgrund der zurückgelegten Distanz aber gewertet |
| sonstige | ()                 | Streichresultate                                                 |
| sonstige | unterstrichen      | Führender in der Gesamtwertung                                   |